# Old Shep
Old Shep è una canzone composta da Red Foley, con  testo di Arthur Willis, nel 1933 e pubblicata nel 1935, ispirata al cane di Foley, quando questi era bambino, e che nella realtà venne avvelenato da un vicino.
La canzone è stata interpretata negli anni da vari artisti tra cui Elvis Presley che la interpretò ad un concorso per dilettanti e la incise qualche anno dopo in uno dei suoi primi album.